# Joy Ride (film, 2023)
Pour les articles homonymes, voir Joyride.
 (juillet 2023).
Si vous disposez d'ouvrages ou d'articles de référence ou si vous connaissez des sites web de qualité traitant du thème abordé ici, merci de compléter l'article en donnant les références utiles à sa vérifiabilité et en les liant à la section « Notes et références ».
Pour plus de détails, voir Fiche technique et Distribution.
Joy Ride est un film américain réalisé par Adele Lim et sorti en 2023.

## Synopsis
Audrey Sullivan, une Chinoise adoptée par des parents blancs, vit à White Hills, dans l'État de Washington, avec sa meilleure amie d'enfance, Lolo Chen. Audrey est une jeune femme combative qui travaille comme avocate dans un cabinet prestigieux, tandis que Lolo s'efforce de joindre les deux bouts avec son art "sexuellement positif". Audrey et Lolo partent en voyage en Chine, rejointes par Vanessa, la cousine de Lolo, surnommée "Deadeye", inadaptée sociale et obsédée par la K-pop. À Pékin, Audrey retrouve sa colocataire de l'université et amie proche, Kat, qui est actrice dans une série populaire et qui, bien qu'elle ait eu des mœurs sexuelles légères à l'université, est fiancée à Clarence, sa covedette et fiancé chrétien, qui se réserve pour le mariage.
Le groupe rencontre Chao, l'homme d'affaires chinois, lors d'une soirée. Chao dit que pour faire des affaires avec Audrey, il doit connaître sa famille biologique, qu'elle n'a jamais rencontrée. Lolo ment à Chao en lui disant qu'Audrey est en étroite relation avec eux. Avant le voyage, Lolo avait appelé l'agence d'adoption d'Audrey et l'avait retrouvée. Audrey décide de rencontrer sa mère biologique et de l'emmener à la fête de Chao pour conclure l'affaire.
Le quatuor monte dans un train pour se rendre à l'agence d'adoption d'Audrey, où ils sont assis à côté d'une trafiquante de drogue. Ils sont forcés de consommer diverses quantités de cocaïne après une inspection du train ; la trafiquante de drogue vole ensuite leurs bagages et les fait expulser du train. Bloqué au milieu de la Chine rurale, Lolo contacte l'ancienne star de la NBA Baron Davis, dont l'équipe joue actuellement en Chine. La nuit suivante, les quatre joueurs blessent certains d'entre eux dans des accidents sexuels, ce qui amène l'équipe à refuser de les conduire à leur destination.
Le groupe fait de l'auto-stop pour arriver à destination. Là, Audrey découvre que sa mère n'est pas chinoise mais coréenne. Dans un ultime effort pour conclure l'affaire, l'un des amis en ligne de Deadeye leur obtient un jet privé pour Séoul, mais sans leurs passeports, ils se font passer pour un nouveau groupe d'idoles coréennes afin de franchir la frontière. Lolo diffuse leur performance de "WAP" sur Instagram Live, mais la jupe de Kat tombe accidentellement, révélant un grand tatouage de diable sur ses parties intimes. Ils sont contraints de prendre un bateau pour entrer en Corée continentale.
Le livestream de Lolo devient par inadvertance viral et des centaines de millions de personnes voient les parties génitales de Kat. Chao appelle Audrey pour l'informer que l'accord est annulé ; Audrey est alors renvoyée de son travail, tandis que Kat risque de perdre son contrat de télévision. Le quatuor se dispute et se sépare. Audrey apprend que sa mère biologique est décédée et se rend sur sa tombe, mais y rencontre le mari de sa mère biologique. Ce dernier montre à Audrey une vidéo enregistrée par sa mère biologique avant sa mort et lui dit que ses amis lui ont dit qu'il pourrait trouver Audrey sur la tombe de sa mère biologique. Pendant ce temps, Kat se réconcilie avec Clarence. Lolo quitte la maison d'Audrey. Audrey retourne à Seattle et fait la paix avec Lolo et Deadeye.
Un an plus tard, Audrey, Lolo, Kat et Deadeye sont à Paris pour un voyage entre amis. Audrey a créé son propre cabinet d'avocats, Lolo a commencé à servir des tables et à vendre son art, Deadeye s'est accepté en tant que non-binaire, tandis que la carrière d'actrice de Kat a repris et qu'elle s'apprête à se marier avec Clarence.

## Fiche technique
Sauf indication contraire, les informations mentionnées dans cette section peuvent être confirmées par les bases de données cinématographiques IMDb et Allociné,  présentes dans la section « Liens externes ».
- Titre original : Joy Ride
- Réalisation : Adele Lim
- Scénario : Cherry Chevapravatdumrong, Adele Lim et Teresa Hsiao
- Musique : Nathan Matthew David
- Décors : Josh Plaw
- Costumes : Beverley Huynh
- Photographie : Paul Yee
- Montage : Nena Erb
- Son : Nola McNaughton
- Production : Cherry Chevapravatdumrong, Dan Clarke, Josh Fagen, Evan Goldberg, Teresa Hsiao, Adele Lim, Seth Rogen et James Weaver
- Sociétés de production : Lionsgate et Point Grey Picture
- Sociétés de distribution : Metropolitan FilmExport
- Pays de production :  États-Unis
- Langue originale : anglais
- Format : couleur — 2,35:1
- Genre : comédie
- Durée : 95 minutes
- Dates de sortie :
  - États-Unis : 17 mars 2023 (South by Southwest)
  - États-Unis : 7 juillet 2023
  - France : 5 juillet 2023

## Distribution
Sauf indication contraire ou complémentaire, les informations mentionnées dans cette section proviennent du générique de fin de l'œuvre audiovisuelle présentée ici.
- Ashley Park (VF : Ingrid Donnadieu) : Audrey Sullivan
  - Lennon Yee : Audrey Sullivan à 5 ans
  - Isla Rose Hall : Audrey Sullivan à 12 ans
- Sherry Cola (VF : Manon Azem) : Lolo Chen
  - Chloe Pun : Lolo Chen à 12 ans
- Stephanie Hsu (VF : Jessica Monceau) : Kat
- Sabrina Wu (en) (VF : Emmylou Homs) : Deadeye
- Ronny Chieng (VF : Pascal Nowak) : Chao
- Meredith Hagner (en) (VF : Joséphine Ropion) : Jess
- David Denman (VF : Xavier Fagnon) : Joe Sullivan
- Annie Mumolo (VF : Anne Mathot) : Mary Sullivan
- Timothy Simons (VF : Alexandre Gillet) : Frank
- Daniel Dae Kim (VF : Pierre-François Pistorio) : Dae
- Desmond Chiam (VF : Alexis Tomassian) : Clarence
- Baron Davis : lui-même
- Alexander Hodge (en) (VF : Juan Llorca) : Todd
- Chris Pang (en) (VF : Emmanuel Garijo) : Kenny